# Bertil Ejder
Gustaf Åke Bertil Ejder, född 2 november 1916 i Kristianstad, död 14 november 2005 i Lund, var en svensk språkvetare. 
Efter filosofisk ämbetsexamen i Lund 1940 blev Ejder filosofie licentiat vid Uppsala universitet 1943 och filosofie doktor i Lund 1945. Han blev docent i nordiska språk i Lund 1946, lektor vid kommunala allmänna gymnasiet vid Johannes samrealskola (sedermera Pildammsskolan) i Malmö 1963, universitetslektor 1966 och var professor i svenska språket vid Lunds universitet 1968–82. Han var medarbetare i Svenska Akademiens Ordbok 1954–58 och ordförande i Sydsvenska ortnamnssällskapet från 1967. Han blev ledamot av Vetenskapssocieteten i Lund 1952 (vice preses 1961–69), av Kungliga Humanistiska Vetenskapssamfundet i Lund  1969 och av Kungliga Gustav Adolfs Akademien för svensk folkkultur 1970. 
Av Ejders skrifter kan nämnas Adjektivändelsen -er i de nordiska språken, särskilt i svenskan (doktorsavhandling 1945), Marknamn och kulturhistoria (1951), Skånes ortnamn 1 (1958), Dagens tider och måltider (1968), Ryd och rud (1978); artiklar i Svensk uppslagsboks andra upplaga; utgivare av Lunds stifts landebok (1–3, tillsammans med Karl Gustav Ljunggren, 1950–65), Svenska medeltidspostillor (6–7, 1974; 8, 1983) och Det bibliska materialet i de östnordiska postillorna på folkspråken (1976).